# 이스트섬

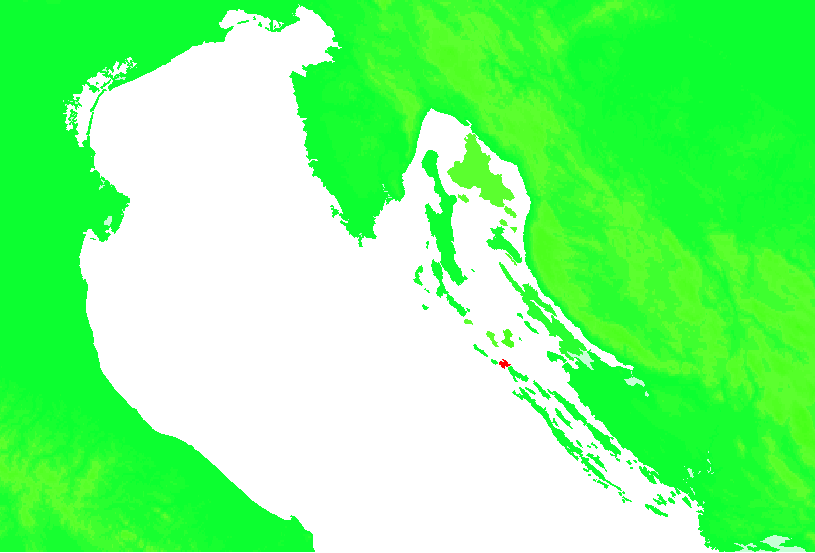
이스트섬의 위치

이스트섬(크로아티아어: Ist, 이탈리아어: Isto)은 아드리아해에 위치한 크로아티아의 섬으로 면적은 9.65km2, 인구는 182명(2011년 기준), 인구 밀도는 18.9명/km2이다. 행정 구역상으로는 자다르주에 속하며 인근에 위치한 도시로는 자다르가 있다.

## 같이 보기
- 크로아티아
- 달마티아